# Utredningen om utländska övertaganden av svenska företag
Utredningen om utländska övertaganden av svenska företag (Ju 1973:17), ibland kallad Eckerbergska utredningen, var en svensk statlig utredning som tillsattes av den socialdemokratiska regeringen Palme I 1973. Utredningen presenterade 1978 sitt betänkande Kontroll av utländsk företagsetablering i Sverige m.m. (SOU 1978:73). Utredningen bedrevs i form av en kommitté med landshövdingen Per Eckerberg som ordförande och representanter för fack och arbetsgivarorganisationer samt för alla riksdagspartier utom VPK. Utredningen var inbördes oenig och betänkandet innehåller därför tre olika förslag som kallas kontrollinjen, förhandlingslinjen och likabehandlingslinjen.

## Bakgrund

Utländska direktinvesteringar i Sverige och svenska direktinvesteringar utomlands 1960–1977 (miljoner kronor, löpande priser). Data från utredningens betänkande med angiven källa: Sveriges Riksbank.

Under 1960-talet ökade internationaliseringen av näringslivet kraftigt. Till exempel mer än femdubblades utländska direktinvesteringar i Sverige från 1960 till 1970. Politikens uppmärksamhet på multinationella företag, såväl utländska företag med verksamhet i Sverige som svenska företag med verksamhet utomlands, ökade därför i början 1970-talet. Från socialdemokraterna och från fackligt håll såg man att fackförbundens och samhällets förhandlingsposition blev svagare gentemot företagen när dessa hade verksamhet i flera länder.
Det konsultativa statsrådet Carl Lidbom fick i uppdrag att leda en särskild beredning inom regeringskansliet som skulle arbeta med dessa frågor. I en proposition 1973 föreslogs en rad ändringar i lagen (1916:156) om vissa inskränkningar i rätten att förvärva fast egendom eller gruva eller aktier i vissa bolag m. m. Lagändringarna sågs dock som en provisorisk lösning och för att få till stånd en långsiktig lösning tog beredningen initiativ till en kommitté som skulle utreda frågan djupare.

## Direktiv
I direktiven anförde statsrådet Lidbom att problemen förknippade med utländska bolag kunde hanteras antingen genom möjligheter att ingripa i samband med etablering, eller genom ökad statlig kontroll av utländska bolags verksamhet i Sverige. Båda möjligheterna borde enligt Lidbom övervägas. 
I direktiven ingick särskilt en översyn av 1916 års lag, där denna skulle delas upp i två delar: en som rörde utländska företagsförvärv och en som tog särskilt sikte på förvärv av naturtillgångar. 
Den sista delen av direktiven innebar att utredningen skulle överväga i vilken mån det relativt nya systemet med registrering av aktieinnehav hos Värdepapperscentralen kunde göras till ett lagkrav och hur det kunde ge bättre information om utländska ägarförhållanden i svenska bolag.

## Organisation
Ordförande för utredningen, tillika sakkunnig, var Per Eckerberg, landshövding i Östergötlands län och socialdemokrat. Övriga sakkunniga var:
- Johannes Antonsson, Centerpartiet (–1 oktober 1975)
- Olof Johansson, Centerpartiet (2 oktober 1975–30 november 1976)
- Karl Erik Olsson, Centerpartiet (1 december 1976–)
- Jan Bergqvist, Socialdemokraterna
- Gustaf Lindecrona, Folkpartiet (1 december 1976–)
- Bo Siegbahn, Moderata samlingspartiet (1 december 1976–)
- Hans Engman, TCO
- Thomas Hagdahl, Industriförbundet
- Matts Bergom Larsson, Verkstadsföreningen (–12 januari 1977)
- Arne Lundqvist, vd för Trelleborg AB (13 januari 1977–)
- Bert Lundin, Metall

## Förslag
Utredningen delade upp sina förslag i tre delar.
Den första delen av utredningens förslag rörde "Kontroll av utländsk företagsetablering och utlandsägda företags verksamhet". I denna del rådde stor oenighet, varför tre olika linjer lades fram, se nedan.
Den andra delen av utredningens förslag rörde "förbättrad information om ägarförhållandena i svenska aktiebolag". Förslaget innebar ett lagkrav för större bolag att registrera föra sin aktiebok elektroniskt genom Värdepapperscentralen. Mot förslaget i denna del reserverade sig Siegbahn, Hagdahl och Lundqvist.
Den tredje delen av utredningens förslag rörde "kontroll av utländska förvärv av mark och naturtillgångar". Förslaget innebar en ny lag som skulle ersätta bestämmelserna i 1916 års lag, men utan några större förändringar i sak. I denna del var utredningen enig.

### Oenighet i utredningen
I mitten av 1976 ska det enligt uppgifter i pressen ha funnits ett färdigt förslag till betänkande som hade vunnit stöd av en majoritet av kommitténs ledamöter. Förslaget ska ha innehållit långtgående kontroll av utländska företags dotterbolag i Sverige.
Den nya centerledda regeringen Fälldin efter riksdagsvalet 1976 valde dock att förlänga utredningens uppdrag och tillsätta två ytterligare ledamöter, moderaten Bo Siegbahn och folkpartisten Gustaf Lindencrona. Detta gjorde att det inte längre fanns en majoritet för det utarbetade förslaget i fråga om kontroll av utländska företags etablering och verksamhet i Sverige. Då det även rådde oenighet mellan de borgerliga partierna saknades majoritet för något av förslagen och därför tvingades utredningen att lägga fram tre förslag i sitt slutbetänkande 1978. De tre förslagen kallas i betänkandet för kontrollinjen, förhandlingslinjen och likabehandlingslinjen.

### Kontrollinjen
Kontrollinjen innebar att Industriverket skulle utöva verksamhetkontroll över utländska företag, med möjlighet att besluta om sanktioner mot företag som inte skötte sig. Dessa företags etablering eller uppköp av svenska företag skulle också villkoras av särskilt godkännande. Denna linje förespråkades av Socialdemokraterna, med stöd av de fackliga organisationerna LO och TCO. I utredningen stöddes linjen av Eckerberg, Bergqvist, Engman och Lundin.

### Förhandlingslinjen
Förhandlingslinjen innebar liknande kontroller vid nyetablering och uppköp som kontrollinjen. Däremot skulle kontrollen av den löpande verksamheten utövas genom förhandlingar initierade av fackförbund eller myndigheter. Industriverket skulle få vissa möjligheter till sanktioner för att kunna förmå ett företag att inställa sig till begärd förhandling. Denna linje förespråkades av Centerpartiet och Folkpartiet. I utredningen stöddes linjen av Olsson och Lindecrona.

### Likabehandlingslinjen
Likabehandlingslinjens utgångspunkt var att den skulle innebära små förändringar i praktiken. Förespråkarna ville behålla och delvis bygga ut de gällande reglerna för övertagandekontroll, men ville att utländska företag som redan var etablerade i Sverige skulle behandlas lika som svenska företag. Denna linje förespråkades av Moderaterna, med stöd av näringslivets organisationer SAF och Industriförbundet. I utredningen stöddes linjen av Siegbahn, Hagdahl och Lundqvist.

## Politiskt utfall
Oenigheten mellan de borgerliga partierna i regeringen gjorde att den fortsatta beredningen av utredningens förslag drog ut på tiden. Först i mars 1982 presenterade regeringen en proposition baserad på utredningens förslag. Utfallet blev att uppköp av mer än 10 procent av aktierna skulle kräva förhandlingar med regeringen. Det skulle visserligen finnas möjlighet för fackliga organisationer och myndigheter att kalla till förhandlingar, men någon möjlighet till sanktioner för företag som inte följde reglerna infördes dock inte. När köpet väl var genomfört skulle utlandsägda företag behandlas lika som svenska.
Den socialdemokratiske riksdagsledamoten och sakkunnige i utredningen Jan Bergqvist beskrev den borgerliga regeringens hantering av utredningen som "det hittills värsta exemplet på 'långbänkeri' under hela den borgerliga regeringstiden".